# Cimicidae
Cimicidae Latreille, 1804, è una famiglia cosmopolita di piccoli insetti dell'ordine dei Rincoti Heteroptera, superfamiglia Cimicoidea. Sono spesso chiamate comunemente cimici o cimici dei letti; entrambi i nomi comuni sono tuttavia poco appropriati, in quanto il nome di cimice è attribuito per estensione alla generalità degli Eterotteri, mentre quello di cimice dei letti fa riferimento, in senso stretto, alle specie Cimex lectularius e Cimex hemipterus, delle specie ectoparassite dell'uomo. La prima è diffusa nelle aree geografiche a clima temperato, mentre la seconda in quelle con clima tropicale.  In Italia è ampiamente diffusa la specie Cimex lectularius. Cimex hemipterus è stata segnalata per la prima volta in Italia nel 2019. La maggior parte dei Cimicidae, tuttavia, non ha relazioni trofiche con la specie umana. L'intera famiglia è in ogni modo rappresentata da specie ematofaghe a spese di uccelli e mammiferi.

## Biologia

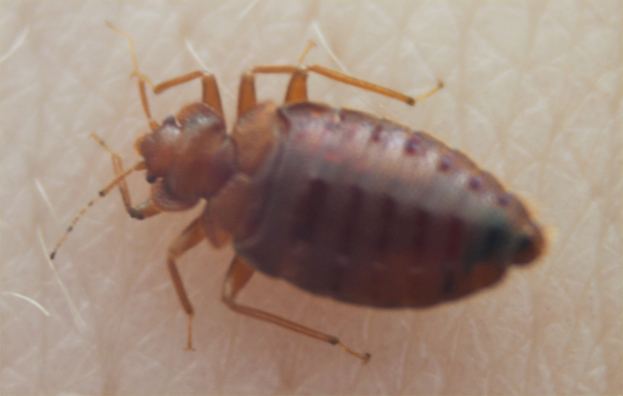
C. lectularius, vista dorsale.

Le cimici sono ectoparassiti temporanei dei vertebrati omeotermi; hanno regime dietetico ematofago, ma non vivono sul corpo dell'ospite, insediandosi in microambienti in sua prossimità. Si rinvengono infatti sui trespoli e nei nidi degli uccelli, nelle tane, nelle abitazioni. Le specie associate all'uomo sono Cimex lectularius, Cimex hemipterus e Leptocimex boueti.
L'aspetto fisiologico-etologico di maggior interesse è il tipo di inseminazione, extragenitale e traumatica. Negli Insetti, questo tipo di inseminazione ricorre fra gli Strepsitteri e alcuni Cimicomorfi: la generalità dei Cimicidi, una parte degli Antocoridi e alcuni Miridi. Nei Cimicidi, il maschio perfora l'addome della femmina con l'organo copulatore, in corrispondenza dell'organo di Ribaga, e introduce gli spermatozoi nella cavità emocelica, attraverso la quale si sposteranno fino a raggiungere gli ovidutti. L'organo di Ribaga rappresenta un adattamento della femmina finalizzato a ridurre il costo biologico dell'inseminazione traumatica.

## Morfologia

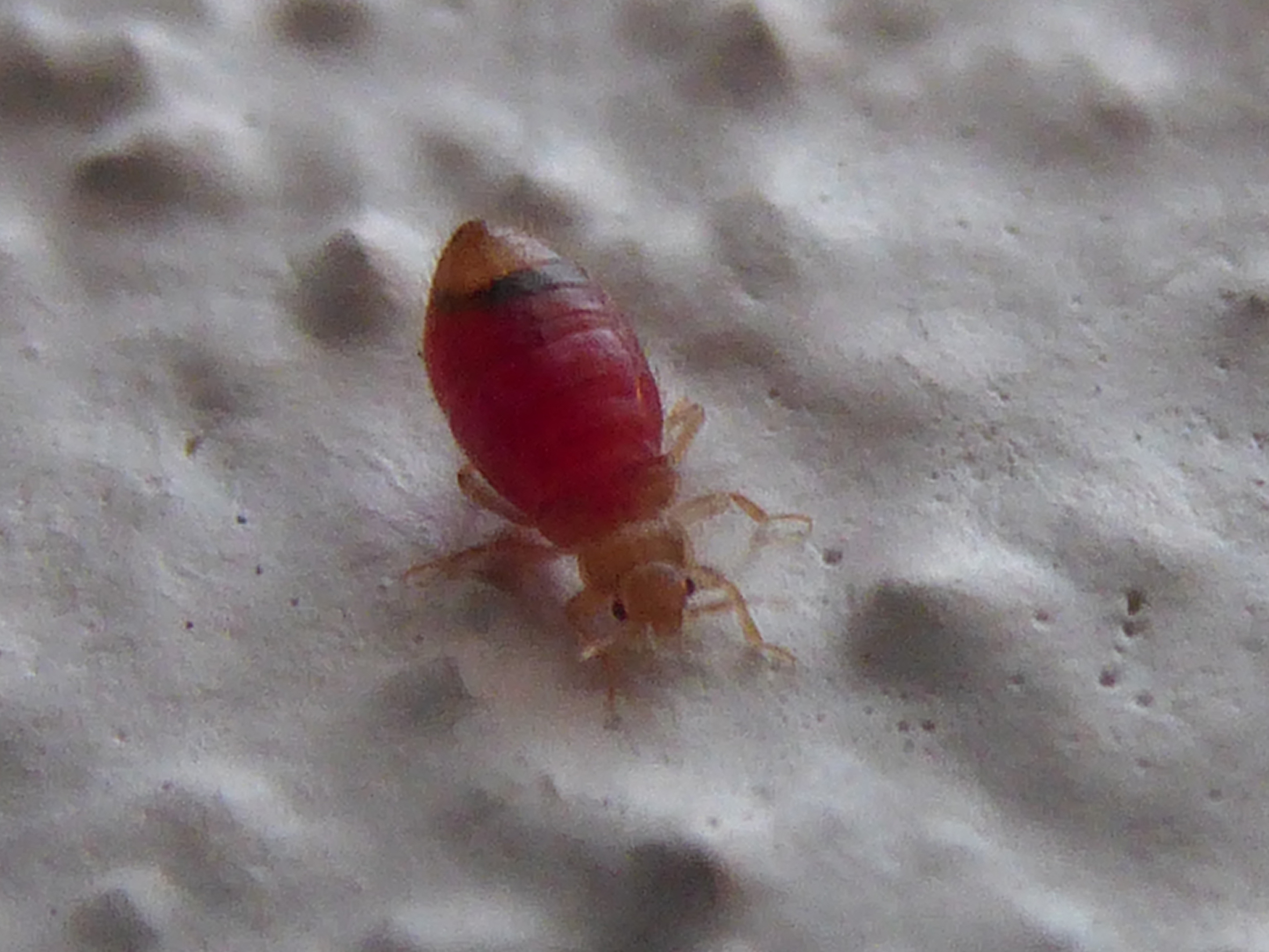
Esemplare di Cimex hirundinis gonfio di sangue

Le cimici sono insetti di piccole dimensioni, con corpo appiattito in senso dorso-ventrale e dal profilo ovale od oblungo.
Il capo è provvisto di occhi, ma privo di ocelli, ha antenne composte da 4 articoli, di cui i due terminali alquanto sottili e allungati. Il rostro anch'esso composto da 4 segmenti.
Nel torace si osserva una caratteristica conformazione del pronoto, che presenta due espansioni laterali che si protraggono in avanti quasi fino all'altezza degli occhi. L'intera famiglia è interessata dal meiotterismo: le ali posteriori sono assenti e quelle anteriori sono ridotte a due piccole squame sclerificate. Il sistema efferente delle ghiandole odorifere è rudimentale. Le zampe sono fornite di tarsi triarticolati.
L'addome è molto più sviluppato, in larghezza e lunghezza, delle altre due regioni del corpo. L'elemento morfologico più evidente è l'adattamento al tipo di riproduzione di questi insetti. Le femmine presentano, nella parte latero-ventrale dell'urite V, una fenditura, detta organo di Ribaga (dal suo scopritore Costantino Ribaga), attraverso la quale avviene la copulazione. L'organo copulatore del maschio è asimmetrico, costituito dall'edeago e dal paramero sinistro, adattato all'inseminazione traumatica per via emocelica.

## Stadi di sviluppo
Le cimici dei letti possono deporre fino a cinque uova al giorno per un totale di 500 in tutta la vita. Le uova sono visibili a occhio nudo, misurano approssimativamente 1 millimetro e sono di color bianco lattiginoso. L'uovo matura in circa una o due settimane e ne esce la neanide, che comincia ad alimentarsi immediatamente. Attraversa cinque stadi ninfali differenti prima di raggiungere lo stadio di adulto; durante ogni stadio la cimice deve alimentarsi almeno una volta per mutare allo stadio successivo.
Con la temperatura media di una casa passano circa cinque settimane dalla schiusura dell'uovo al raggiungimento della maturità sessuale, ovvero lo stadio adulto.

## Alimentazione
Le cimici dei letti sono solitamente attive a partire dalla tarda sera, con un picco di attività intorno ad un'ora prima dell'alba. Senza dubbio possono provare ad alimentarsi in altre ore della giornata se ne diamo loro l'opportunità, infatti sono state osservate alimentarsi durante tutto l'arco del giorno. Raggiungono la vittima spostandosi sulle superfici o, perfino, arrampicandosi fino al soffitto e lasciandosi cadere sopra la loro fonte di cibo.
Attratta dal calore corporeo e dal diossido di carbonio che esaliamo attraverso la respirazione, la cimice perfora la pelle attraverso il proprio apparato boccale formato da una coppia di stiletti mandibolari e da una coppia di stiletti mascellari, i quali giustapponendosi formano un canale alimentare ed uno salivare. Con il primo viene aspirato il sangue dalla vittima, mentre con il secondo viene iniettata la propria saliva, la quale contiene sostanze ad azione anticoagulante e vasodilatatoria. Dopo essersi alimentata per circa cinque minuti la cimice torna al suo nascondiglio. La puntura non può essere avvertita se non dopo alcuni minuti, o perfino ore. Il primo indicatore è costituito dal desiderio di grattarsi la zona interessata, dovuto alla reazione corporea agli agenti iniettati dall'insetto.

Anche se le cimici possono restare circa un anno e mezzo senza alimentarsi, normalmente cercano di nutrirsi ogni cinque dieci giorni. Le cimici che entrano in una specie di letargo a causa della scarsità di cibo possono vivere per più di un anno, mentre le cimici ben alimentate vivono da sei a nove mesi. Le infestazioni costituite da pochi individui possono essere molto difficili da individuare, ed è possibile che la vittima non se ne accorga nella fase iniziale. Le punture delle cimici dei letti tendono a concentrarsi nelle parti più esposte (viso, braccia, mani, gambe, piedi), quasi a formare delle linee, o dei raggruppamenti.

## Distribuzione
I Cimicidae sono una famiglia cosmopolita, con una maggiore rappresentanza nella regione afrotropicale e in quella orientale. In Europa è rappresentata la sola sottofamiglia Cimicinae, con i generi Cimex e Oeciacus.

## Sistematica
La famiglia comprende 108 specie ripartite fra 22 generi. La suddivisione interna, secondo USINGER (1966) contempla sei sottofamiglie:
- Afrocimicinae. Generi:
  - Afrocimex
- Cacodminae. Generi:
  - Aphrania
  - Cacodomus
  - Crassicimex
  - Leptocimex
  - Loxaspis
  - Stricticimex
- Cimicinae. Generi:
  - Bertilia
  - Cimex
  - Oeciacus
  - Paracimex
  - Propicimex
- Haematosiphoninae. Generi:
  - Caminicimex
  - Cimexopsis
  - Haematosiphon
  - Hesperocimex
  - Ornithocoris
  - Psitticimex
  - Synxenoderus
- Latrocimicinae. Generi:
  - Latrocimex
- Primicimicinae. Generi:
  - Bucimex
  - Primicimex

## Rapporti con l'uomo

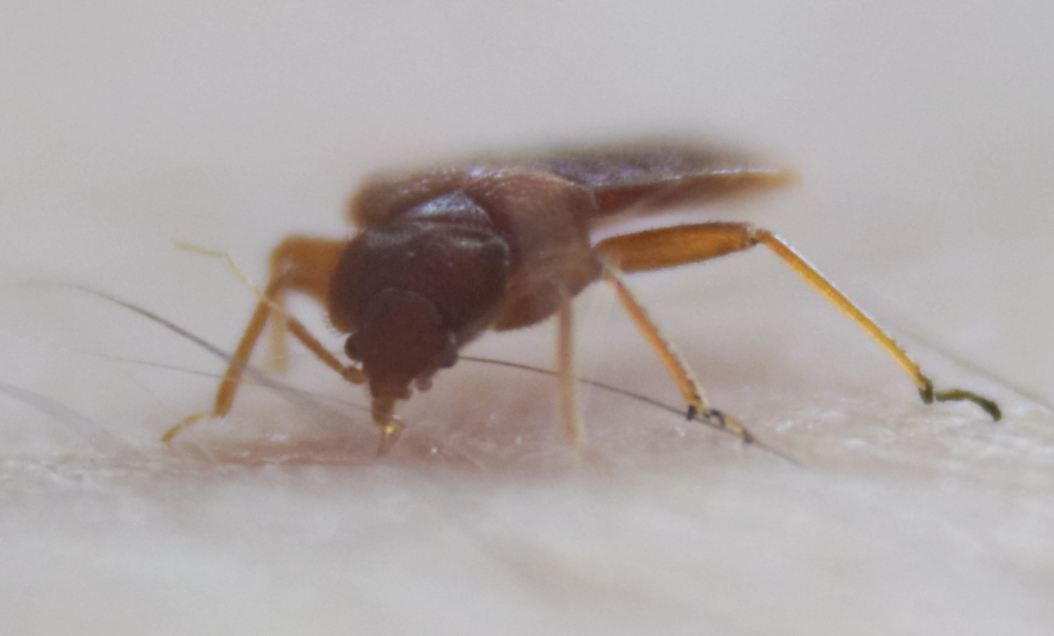
C. lectularius, vista frontale.

L'interesse di questa famiglia è prettamente medico-sanitario. La documentazione più cospicua si riferisce infatti ai Cimicidi associati all'uomo e, in particolare, alla cimice dei letti propriamente detta (C. lectularius).
A differenza di altri Eterotteri ematofagi, i Cimicidi non sono ritenuti vettori di organismi patogeni, perciò il danno prodotto è esclusivamente diretto ed è rappresentato da manifestazioni allergiche sotto forma di lesioni cutanee di tipo strofuloide, causate da una reazione allergica ad alcune sostanze contenute nella saliva di questi insetti.

### La puntura
Nella maggior parte dei casi osservati, l'effetto della puntura delle cimici dei letti consiste in un rigonfiamento della pelle rossastro (talvolta il rigonfiamento può non presentarsi), normalmente accompagnato da un intenso prurito. Questo è il risultato della reazione allergica ad alcune sostanze ad azione vasodilatatoria e anticoagulante introdotte nel sangue della vittima attraverso la saliva delle cimici. Le punture delle cimici dei letti non possono essere distinte da quella degli altri artropodi che pungono l'uomo.
L'effetto della puntura può non presentarsi immediatamente, possono passare persino dei giorni prima che vengano avvertiti i sintomi. Le punture delle cimici dei letti tendenzialmente appaiono allineate. Questo tipo di distribuzione può essere causato dal fatto che la cimice sia stata disturbata mentre si alimentava e si sia spostata a poca distanza da dove stava per continuare ad alimentarsi. Oppure questo allineamento può essere dovuto alla ripetizione di punture da parte dell'insetto che cerca un punto nel quale possa trovare più sangue.
Le persone possono avere reazioni differenti, dipende dal tipo di risposta iperimmune che si manifesta, la cui tipicità e intensità è variabile da soggetto a soggetto. In casi eccezionali si possono produrre reazioni allergiche che causano nausea e malessere. Solitamente individui esposti per la prima volta ad una puntura possono sviluppare una sintomatologia cutanea evidente nel 50% dei casi. In caso di ripetute esposizioni la percentuale di soggetti che si sensibilizza e che quindi mostra sintomi sale, arrivando a circa l'80%.

Psicologicamente le persone reagiscono alle punture con ansia, stress e insonnia. Talvolta questi stati d'animo portano alcune persone a grattarsi le punture talmente tanto fino ad infettarsi la zona interessata.

La maggior parte dei pazienti le cui punture sono trattate con corticosteroidi per tentare di ridurre il rigonfiamento ed il prurito, non riscontra miglioramenti significativi. Gli antistaminici riducono il prurito in alcuni casi, però non hanno effetto alcuno sul rigonfiamento e sulla durata delle lesioni. L'applicazione topica di corticosteroidi come l'idrocortisone sembra ridurre le lesioni e la sensazione di prurito.
Vari pazienti riscontrano una diminuzione del prurito e dell'infiammazione anche con l'applicazione di acqua calda sulla zona interessata. L'acqua deve essere intorno ai 50 °C, se non è sufficientemente calda può aggravare i sintomi; se invece è troppo calda può causare scottature. Può essere applicata l'acqua calda anche attraverso un panno imbevuto, o scaldando il panno bagnato con un asciugacapelli. C'è disaccordo sul motivo per il quale il calore attenuerebbe i sintomi. Alcune ipotesi affermano che il calore saturerebbe i nervi che trasmettono il prurito, impedendo così al segnale di arrivare al cervello; altre, che il calore degraderebbe le sostanze chimiche che causano l'infiammazione; e altre ancora, che il calore scatenerebbe una massiccia produzione di istamina.